# The Machine (película de 2023)
The Machine es una película de comedia y acción estadounidense de 2023 dirigida por Peter Atencio e inspirada en la rutina de stand-up de 2016 del mismo nombre creada por Bert Kreischer. La película es protagonizada por Kreischer como una versión ficticia de sí mismo, con Mark Hamill, Jimmy Tatro, Iva Babić, Stephanie Kurtzuba y Jessica Gabor.
Tras su éxito viral, Legendary Entertainment adquirió los derechos de la rutina de stand-up de la historia real de Kreischer para una adaptación cinematográfica en septiembre de 2019. La mayoría de los miembros principales del elenco fueron contratados de abril a junio de 2021. El rodaje comenzó en Serbia en abril de 2021 a través de Balkanic Media.
The Machine fue estrenada en los Estados Unidos el 26 de mayo de 2023 por Screen Gems.

## Reparto
- Bert Kreischer como él mismo
  - Jimmy Tatro como el joven Bert Kreischer[2]
- Mark Hamill como Albert Kreischer, Sr.
- Jessica Gabor como Georgia Kreischer
- Iva Babić como Irina[3]
- Stephanie Kurtzuba como LeeAnn
- Nikola Đuričko como Igor[2]
- Oleg Taktarov como Train Igor[2]
- Robert Maaser como Alexei[2]
- Rita Bernard Shaw como Ashley[2]
- Amélie Villiers como Tatiana[2]
- Mercedes De La Cruz como Maestra[2]
- José P. Frey

## Producción

### Desarrollo
El 16 de septiembre de 2019, Legendary Entertainment adquirió los derechos para desarrollar la rutina de stand-up de la historia real del comediante Bert Kreischer en una adaptación cinematográfica luego de su éxito viral. El 13 de abril de 2021, Peter Atencio fue contratado para dirigir y producir la película con Kreischer y Judi Marmel. Kevin Biegel y Scotty Landes escribieron la película.

### Casting
El 13 de abril de 2021, Kreischer fue elegido para interpretarse a sí mismo y Mark Hamill fue elegido como el padre de Bert, Albert Kreischer Sr. El 27 de abril de 2021, Jess Gabor fue elegido como la hija de Bert. El 5 de mayo de 2021, Stephanie Kurtzuba fue elegida para la película. En junio de 2021, Mercedes De La Cruz y Jimmy Tatro se anunciaron para la película.

### Rodaje
La fotografía principal de la película comenzó en Serbia en abril de 2021 a través de Balkanic Media.

## Música
El 15 de febrero de 2022, se anunció que Joseph Trapanese compondría la banda sonora de la película.

## Estreno
The Machine fue estrenada en los Estados Unidos el 26 de mayo de 2023 por Screen Gems.

## Recepción
The Machine recibió reseñas generalmente negativas de parte de la crítica y la audiencia. En el sitio web agregador de reseñas especializado Rotten Tomatoes, la película posee una aprobación de 32%, basada en 25 reseñas, con una calificación de 4.4/10, y con un consenso crítico que dice: "Una película descuidada y sin vida que es estrictamente para fanáticos incondicionales de Bert Kreischer, The Machine está rota sin posibilidad de reparación." De parte de la audiencia tiene una aprobación de 84%, basada en más de 2500 votos, con una calificación de 4.3/5.
El sitio web Metacritic le dio a la película una puntuación de 37 de 100, basada en 7 reseñas, indicando "reseñas generalmente desfavorables". Las audiencias encuestadas por CinemaScore le otorgaron a la película una "B+" en una escala de A+ a F, mientras que en el sitio IMDb los usuarios le asignaron una calificación de 5.8/10, sobre la base de más de 13 000 votos. En la página web FilmAffinity tiene una calificación de 4.4/10, basada en 111 votos.